# Norbert Rodrigue
Pour les articles homonymes, voir Rodrigue.
Norbert Rodrigue, né à Beauceville le 19 août 1940 et mort à Joliette le 22 octobre 2019, est un syndicaliste québécois.
Norbert Rodrigue est président de la Confédération des syndicats nationaux de 1976 à 1982. Par la suite, il poursuit une carrière dans la haute fonction publique québécoise.

## Biographie
Natif de la Beauce, Norbert Rodrigue exerce plusieurs métiers, notamment bûcheron et travailleur de la construction, avant de devenir aide-technicien en radiologie à l'hôpital Sainte-Justine, à Montréal, où débute son engagement syndical. D'abord président de son syndicat, Norbert Rodrigue est élu président de la Fédération nationale des services, en 1968, puis premier vice-président de la CSN, en 1972, après la scission qui mèna à la création de la Centrale des syndicats démocratiques (CSD). Perçu comme un modéré, Norbert Rodrigue l'emporte en 1976 contre Michel Chartrand et succède à Marcel Pepin à la présidence de la CSN. 
Élu à 35 ans, ce qui en fait le plus jeune président de la CSN, Norbert Rodrigue est aussi le premier dirigeant syndical en 30 ans à provenir de la base et à ne pas être passé par l'université,.
La présidence de Norbert Rodrigue est marquée par plusieurs conflits très durs (grève dans les minoteries, boycott de Cadbury, grève des travailleurs forestiers, grèves dans les médias) et l'émergence de la concertation. Il représente notamment la CSN aux sommets économiques de La Malbaie (1977), Montebello (1979) et Québec (1982). Indépendantiste, il convoque un congrès spécial de la centrale en 1979 et propose que la CSN appuie le oui au référendum de 1980. Sa présidence est assombrie par une grève des employés de la CSN, en 1980,. En 1982, il quitte la présidence de la CSN.
Après son passage à la CSN, Norbert Rodrigue poursuit une carrière dans la haute fonction publique québécoise. Commissaire de la Commission d’enquête sur les services sociaux et de santé présidée par Jean Rochon (1982-1985), directeur général de la Conférence des régies régionales de la santé et des services sociaux (1990-1993), président du Conseil de la santé et du bien-être (1993-1998) puis président-directeur général de l’Office des personnes handicapées du Québec (février 1999 à janvier 2006). 
Norbert Rodrigue s'investit à la retraite dans la défense des droits des personnes retraitées et pré-retraitées, il préside l'Association québécoise de défense des droits des retraités et préretraités (AQDR) en 2007-2008, et dans le développement social de la région de Lanaudière,. 
Norbert Rodrigue est candidat pour le Parti québécois dans la circonscription de Beauce-Sud en 1998, arrive deuxième, il obtient 36,79% des voix.

## Honneurs
Décoré officier de l'Ordre national du Québec (2012),.

## Résultats électoraux
|                                                                                               | Nom              | Parti                 | Nombre de voix | %      | Maj.  |
| --------------------------------------------------------------------------------------------- | ---------------- | --------------------- | -------------- | ------ | ----- |
|                                                                                               | Diane Leblanc    | Libéral               | 15 784         | 48,8 % | 3 877 |
|                                                                                               | Norbert Rodrigue | Parti québécois       | 11 907         | 36,8 % | -     |
|                                                                                               | Luce Papineau    | Action démocratique   | 4 235          | 13,1 % | -     |
|                                                                                               | Berthier Guay    | Démocratie socialiste | 233            | 0,7 %  | -     |
|                                                                                               | Richard Lebreux  | Indépendant           | 131            | 0,4 %  | -     |
|                                                                                               | Lionel Beaudoin  | Indépendant           | 74             | 0,2 %  | -     |
| Total                                                                                         | Total            | Total                 | 32 364         | 100 %  |       |
| Le taux de participation lors de l'élection était de 76,1 % et 290 bulletins ont été rejetés. |                  |                       |                |        |       |